# Macrothamnium macrocarpum
Macrothamnium macrocarpum là một loài Rêu trong họ Hylocomiaceae. Loài này được (Reinw. & Hornsch.) M. Fleisch. mô tả khoa học đầu tiên năm 1905.